# Keith Mwila
Keith Mwila, né en novembre 1966 et mort le 9 janvier 1993 à Lusaka, est un boxeur zambien.

## Carrière
Il remporte les championnats d'Afrique de boxe amateur 1983 dans la catégorie des poids mi-mouches.
Lors des Jeux olympiques d'été de 1984, il remporte la médaille de bronze dans la même catégorie, médaille qui fut la première gagnée par la Zambie.